# Takasu Hidenobu
Hidenobu Takasu (sinh ngày 29 tháng 11 năm 1991) là một cầu thủ bóng đá người Nhật Bản.

## Sự nghiệp câu lạc bộ
Hidenobu Takasu đã từng chơi cho Kawasaki Frontale.